# Pollenallergi
Pollenallergi är en typ av säsongsbunden  allergisk rinit, där symtomen huvudsakligen orsakas av pollen från vindpollinerade växter. Växter använder sig av pollen för att fortplanta sig. Pollenkornen är många och vindburna och sprider sig lätt över stora arealer.
Pollenallergi förknippas ofta med hösnuva (även kallad säsongbunden allergisk rinit), men pollenallergi kan även ge exempelvis astma. Hösnuva kan också bero på andra saker än pollenallergi, som till exempel mögel eller kvalster.

## Växter vars pollen ofta ger allergiska besvär

### Viktigast i Sverige
- Lövträd, som björk, al, hassel, asp, ek och bok
- Gräs, av vilka det finns många arter. Även svenska sädesslag hör hit men av dem är det framförallt rågpollen som flyger omkring i sådana mängder att de ger upphov till allergiska besvär.
- Gråbo, Artemisia vulgaris, även en del andra korgblommiga växter kan ge besvär vid närkontakt

### Några andra växter som kan ge pollenallergi
- Ragweed, ambrosia, Ambrosia trifida, är en art i familjen korgblommiga växter. Härstammar från Nordamerika men är nu vanlig även i Centraleuropa
- Väggört, Parietaria (blidnässla, blindnässla, P. officinalis) hör till släktet nässelväxter. Väggört finns framförallt i centrala och södra Europa.
- Groblad, Plantago major, är en art i familjen grobladsväxter.
- Mållväxter, Chenopodiaceae. Till familjen hör bl.a. glasörter, mållor (till exempel svinmålla, Chenopodium album), saltörter och sodaörter.
- Platan, Platanus, är ett parkträd med lönnliknande blad och ofta gulfläckiga stammar. Förekommer i mellersta och södra Europa.
- Olivträdet växer mycket långsamt. Växer i medelhavsområdet.

## Pollensäsong

### Pollensäsongen i Sverige och övriga Norden
Man kan generellt sett tala om tre perioder:
- Under våren (framförallt april och maj) blommar lövträden, och det är då framförallt björk som ger besvär, men även al, asp, ek och hassel
- Under sommaren blommar de många olika gräsen
- Under sensommaren och hösten, då gråbon blommar.

### Pollensäsonger i resten av Europa[3][4]

#### Januari
- Hassel blommar från december till april.

#### Februari
- Al blommar mellan februari och april. Alpollen korsreagerar med björk och hassel. Parietaria blommar från januari till november. Den finns i stora delar av Europa men framförallt i Medelhavsområdet. Cypress blommar från februari till april.

#### Mars
- Gräs börjar blomma vid Medelhavskusten. Hassel och al blommar i centrala och norra Europa. Björk börjar blomma vid Svarta Havet.

#### April
- Björk blommar i Centraleuropa, och hösnuva orsakad av Parietariapollen börjar komma i södra Europa.

#### Maj
- Koncentrationen av gräspollen når sin topp i Medelhavsområdet. Olivträd börjar blomma runt Medelhavet. Björk börjar blomma i Central- och Nordeuropa.

#### Juni
- Gräs blommar i norra Europa. Koncentrations av oliv- och Parietariapollen är fortfarande hög i södra Europa.

#### Juli
- Gråbosäsongen börjar i mitten av juli och slutar i mitten av oktober. Koncentrationen av gräspollen är fortfarande hög i norra Europa. Parietaria finns fortfarande i Sydeuropa och börjar uppträda i Storbritannien.

#### Augusti
- Pollenkoncentrationerna är låga i Medelhavsområdet. Höga koncentrationer av gråbopollen finner man i Central- och Nordeuropa. Ragweedpollen börjar i Centraleuropa. Gräs blommar fortfarande på en del ställen i Sverige.

#### September
- Mycket låga pollenhalter i Central- och Nordeuropa. Ragweedpollen fortsätter i Centraleuropa. I Medelhavsområdet finns gråbo och där kommer en andra våg av Parietariablomning (mindre intensiv än vårens blomning), och Chenopodiaceae blommar.

#### Oktober
- Parietaria och gråbo finns fortfarande vid Medelhavet. Det finns även ragweed- och gråbopollen i Centraleuropa.

#### November
- Den långa pollensäsongen vid Medelhavet är slut och nu börjar den nya säsongen med cypress.

#### December
- Mycket låga pollenkoncentrationer.

## Symtom
Själva symtomen hos pollenallergiker uppstår när pollenkorn kommer i kontakt med olika slemhinnor i näsan och luftvägarna, vilket leder till allergiska reaktioner där ämnen som exempelvis histamin frisätts. Detta kan bland annat leda till nysningar, klåda, nästäppa, rinnsnuva, eller, i än värre fall, en svullen bindehinna (konjunktiva), gom samt hosta, trötthet, andnöd och klåda i hörselgångarna. På grund av korsallergi har många pollenallergiker allergiska besvär av en del födoämnen, framförallt frukter.

## Diagnos
I regel behövs ingen särskild allergiutredning. Hösnuvesymtom med typisk säsong ger i regel diagnosen. Om någon allergiutredning behövs kan man använda pricktest eller IgE-blodprovstest, ofta kallade RAST-test.
I sällsynta fall kan torra och känsliga slemhinnor ge allergiliknande symtom vid torrt väder med många partiklar i luften (våren). Allergimediciner kan då vara helt olämpliga eftersom vissa är uttorkande på slemhinnor. Se även Sensorisk hyperreaktivitet.

## Läkemedelsbehandling
Antihistaminpreparat, antingen i tablettform eller som nässpray har snabbt insatt och i regel god effekt.
Natriumkromoglikat kan också användas.
Vid mer långvariga besvär eller allvarliga symtom (särskilt vid nästäppa) är nässpray eller pulverinhalator med kortisonpreparat lämpliga.

## Hyposensibilisering
Hyposensibilisering (allergivaccinering, specifik immunterapi) övervägs vid svår pollenallergi, särskilt om patienten samtidigt har astma. I bästa fall blir patienten i stort sett botad från sin allergi. Vid den typ av hyposensibilisering som med framgång använts i många år tillförs pollenallergenet i stigande doser via injektioner, varvid känsligheten för motsvarande allergen minskar. På senare tid har även sublingual hyposensibilisering börjat användas. Man appliceras då pollen i munnen via en spray.

### Medicintekniska hjälpmedel
Det finns även medicintekniska hjälpmedel (som till skillnad från läkemedel inte tas upp av kroppen) som kan användas vid pollenallergi. En typ av dessa består av ett cellulosapulver från tall som inhaleras i näsan och där förstärker den naturliga slembarriären så att allergenerna inte tar sig in i kroppen. Denna typ av medicintekniskt hjälpmedel har också effekt mot andra luftburna allergier, exempelvis pälsdjursallergi. 

## Enkla tips
Det finns ett flertal enkla tips för pollenallergiker som man kan göra själv, så att man slipper bli bunden till pollenmediciner:
- Ta del av pollen- och väderprognoser. Varmt väder, låg nederbörd och vind ger generellt sett större pollenspridning. Nederbörd leder ofta till drastiskt sänkta pollenhalter i luften.
- Undvik att vistas utomhus mer än nödvändigt när pollenhalten i luften är högre än vanligt, då pollenmediciner ofta inte får avsedd effekt under sådana förhållanden.
- Stäng alla fönster – i bilen, hemmet, båten etc. Undvik att hänga upp tvätt och sängkläder utomhus.
- Ta pollenmedicinen i tid, och regelbundet. Avstå inte från medicinen – detta leder ofta till kraftiga allergiska reaktioner.
- Använd rätt medicin. Näsdroppar och nässpray för nästäppa är inte avsett som allergimedicin Bieffekter av överanvändning är bland annat svår nästäppa.
- Stressa inte. Allergier försvagar kroppens immunförsvar, och man blir mer mottaglig för exempelvis infektioner. Stress förvärrar symtomen.
- Sluta röka, eftersom rökning ofta förvärrar pollenallergin.
- Undvik djur då dessa kan ha stora mängder pollen i pälsen.
- Skölj näsan med koksaltlösning. Det sköljer och rensar näsan från irriterande ämnen, däribland pollen.

## Blommor utan pollen
Lider man av pollenallergi kan man fortfarande ha en blomstrande trädgård och inomhusblommor utan att behöva lida av extra problem. Det finns växter som inte släpper pollen alls.
Utomhus hör bl.a. följande sommarblommor till dem som inte släpper pollen: ampelskära (Bidens ferulifolia), femtunga (Scaevola aemula), hängfuchsia (Fuchsia xhybrida), hänglobelia (Lobelia erinus), jordreva (Glechoma hederacea), murbinka (Erigeron karvinskianus), rabatteternell (Helichrysum petiolare), silvereternell (Plecostachys serpyllifolia) och söderhavsljus (Plectranthus forsteri).
Det finns även gröna växter utan blommor, exempelvis ormbunkar.

## Alternativa behandlingar
Många allergiker använder alternativa behandlingar för sina besvär, men det är oklart om dessa behandlingar har någon effekt. Enstaka studier visar att pestskråp kan verka lindrande vid hösnuva, men fler oberoende studier behövs för att kunna göra några rekommendationer. Biverkningar och risker på längre sikt är ännu inte utredda.